# أولاد عكبة (مرس الخير)
أولاد عكبة هي إحدى مشيخات المملكة المغربية، تتبع جغرافيا لعمالة الصخيرات تمارة وإداريًا لمرس الخير. يقدر عدد سكانها بـ 11359 نسمة حسب الإحصاء الرسمي للسكان والسكنى لسنة 2004.